# Наумов, Андрей Валерьевич
Андре́й Вале́рьевич Нау́мов (род. 21 декабря 1973) — украинский легкоатлет, специалист по бегу на длинные дистанции и марафону. Выступал на профессиональном уровне в 1996—2014 годах, Победитель первенства  Кубка СССР по кроссу 3км в 1990 году,г Курск,победитель и призёр ряда крупных стартов на шоссе, участник чемпионата мира в Эдмонтоне.

## Биография
Андрей Наумов родился 21 декабря 1973 года. Занимался лёгкой атлетикой в Славянске и Донецке.
Принимал участие в различных коммерческих забегах в Европе начиная с 1996 года, тогда же представлял украинскую национальную сборную на чемпионате Европы по кроссу в Шарлеруа.
В 1997 году стал чемпионом Украины в беге на 10 000 метров и впервые попробовал себя на марафонской дистанции — с результатом 2:22:56 занял 13-е место на Стамбульском марафоне.
В 2000 году был пятым на Пражском марафоне (2:13:29), одержал победу на Дрезденском марафоне (2:25:44).
В 2001 году финишировал пятым на Гонконгском марафоне (2:24:22) и шестым на Пражском марафоне (2:12:31). Благодаря череде удачных выступлений удостоился права защищать честь страны на чемпионате мира в Эдмонтоне — пробежал здесь марафон за 2:31:42, расположившись в итоговом протоколе соревнований на 50-й строке. Также в этом сезоне с результатом 2:13:57 выиграл Мюнхенский марафон.
В 2002 году занял 17-е место на Гонконгском марафоне (2:26:55), второе место на марафоне в Линце (2:14:36), 11-е место на Кёльнском марафоне (2:16:47), превзошёл всех соперников на Люблянском марафоне (2:14:30).
В 2003 году был вторым на марафоне в Линце (2:13:37), третьим на Питтсбургском марафоне (2:14:47) и на марафоне в Оттерндорфе (2:26:41), вновь победил в Любляне (2:13:58).
В 2004 году показал пятый результат на Валенсийском марафоне (2:19:39), второй результат на марафоне в Линце (2:16:28), стал четвёртым на марафоне «Белые ночи» в Санкт-Петербурге (2:28:59), занял второе место на Люблянском марафоне (2:15:22).
В 2005 году пришёл к финишу вторым на Хьюстонском марафоне (2:15:16) и на Гутенбергском марафоне в Майнце (2:20:01), одержал победу на Московском международном марафоне мира (2:18:19).
В 2006 году был восьмым на марафоне в Хьюстоне (2:23:30), победил в Майнце (2:13:56) и Москве (2:16:49), занял второе место на Стамбульском марафоне (2:12:59).
В 2007 году вновь был лучшим в Майнце (2:14:05), занял 17-е место в Стамбуле (2:15:53).
В 2008 году в третий раз подряд выиграл марафон в Майнце (2:11:10), также превзошёл всех соперников на марафоне в Шиофоке (2:22:43) и с личным рекордом 2:11:06 одержал победу на Дублинском марафоне.
В 2009 году финишировал третьим на Московском международном марафоне мира (2:18:45) и восьмым на Дублинском марафоне (2:13:35).
В 2010 году занял 14-е место на Пражском марафоне (2:13:49), третье место на Московском международном марафоне мира (2:19:31), выиграл Мюнхенский марафон (2:18:23).
На Московском международном марафоне мира 2011 года с результатом 2:20:30 пришёл к финишу четвёртым, то же четвёртое место занял и на Афинском классическом марафоне, показав время 2:17:32.
В 2012 году был седьмым на марафонах в Майнце (2:18:29) и в Афинах (2:17:59), принимал участие в чемпионате Украины по марафону в Белой Церкви, но сошёл с дистанции.
В 2013 году добавил в послужной список победу на Киевском марафоне (2:19:17).
В 2014 году отметился вторым местом на Харьковском марафоне (2:19:35), выступил в нескольких забегах на шоссе в Польше и на том завершил спортивную карьеру.